# Pere Crusells

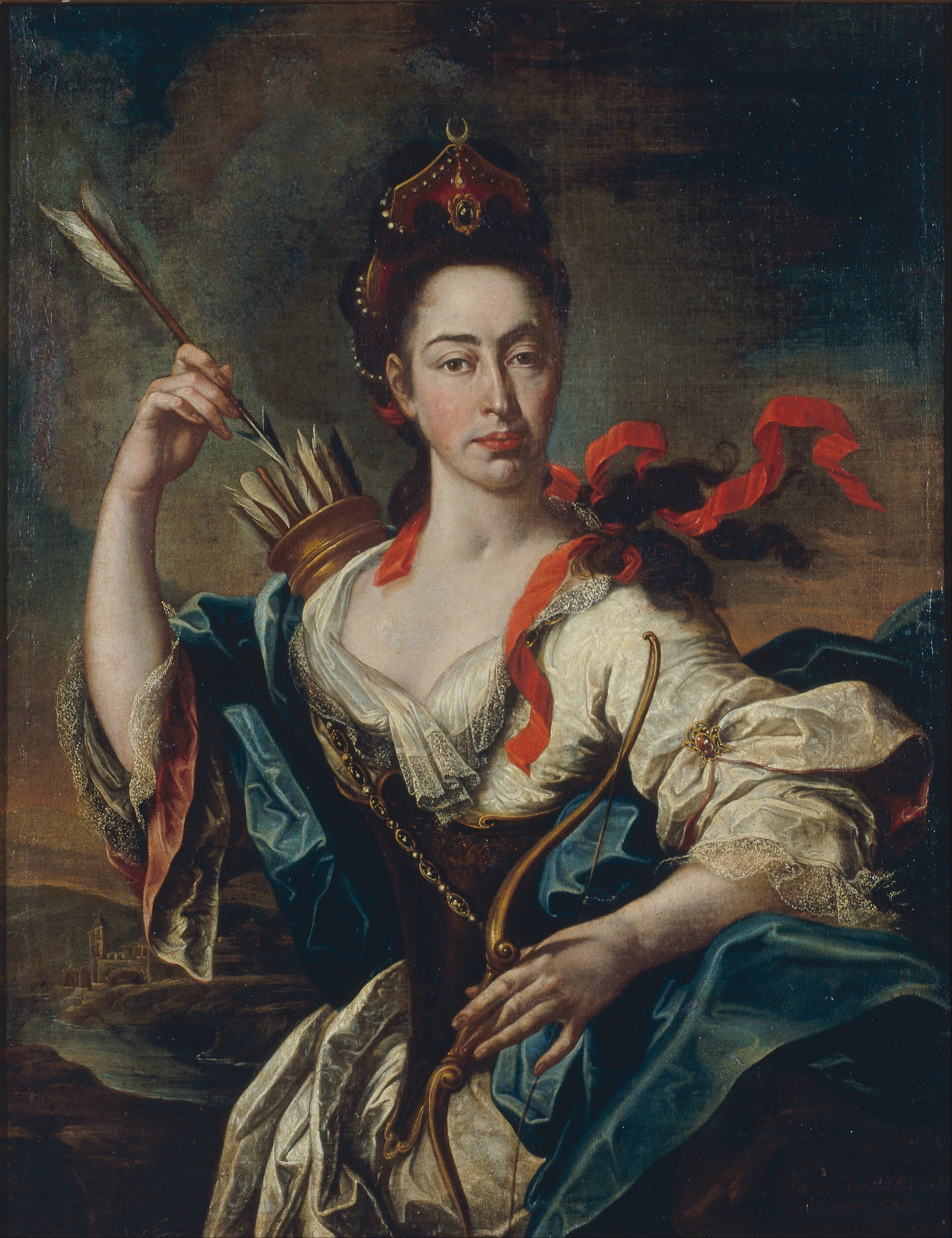
Pere Crusells - Retrat d'una dona amb els Atributs de Diana, conservada al MNAC

Pere Crusells   (Barcelona, c. 1672 - 1742) fou un pintor català.

## Biografia
Format al taller del pintor Josep Vives, formà part de la Junta de Pintors que es va formar el 1717, junt amb Josep Vinyals i Joan Sentís.

## Obra
Una de les seves obres més destacades és Retrat d'una dona amb els Atributs de Diana, conservada al MNAC. Els seus treballs tenen una forta influència de l'art barroc de l'època. També es dedicà a la pintura miniaturista. A la Reial Acadèmia de Belles Arts de Sant Jordi també es conserva un Èxtasi de Sant Francesc